# (6762) Cyrenagoodrich
(6762) Cyrenagoodrich (1981 EC25) – planetoida z grupy pasa głównego asteroid okrążająca Słońce w ciągu 3 lat i 73 dni w średniej odległości 2,17 j.a. Została odkryta 2 marca 1981 roku w Siding Spring Observatory w Australii przez Schelte Busa. Nazwa planetoidy pochodzi od Cyreny Goodrich (ur. 1955), profesor Kingsborough Community College w Nowym Jorku, zajmującej się badaniami meteorytów.